# Lauren Holly
Lauren Michael Holly (Bristol, 28 ottobre 1963) è un'attrice statunitense con cittadinanza canadese.

## Biografia
Holly è nata a Bristol in Pennsylvania da padre e madre insegnanti. Dopo essersi trasferita e diplomata a Geneva, New York, dove era una cheerleader, si laurea al Lawrence College nel 1985 in letteratura inglese. All'età di 23 anni, entra nella soap opera della ABC La valle dei pini, nel ruolo di Julie Chandler (1986-1989).
La notorietà internazionale arriva con il ruolo di Linda Lee Cadwell, la moglie di Bruce Lee, in Dragon - La storia di Bruce Lee (1993), e poi con quello di Jennifer Shepard nella serie TV NCIS - Unità anticrimine (2005).

## Vita privata
La Holly è stata sposata dal 1991 al 1993 con Danny Quinn. Nel 1996 sposa Jim Carrey, ma il matrimonio dura meno di un anno. Dal 2001 al 2014 è stata sposata con il banchiere canadese Francis Greco, con cui ha adottato tre bambini: Alexander, George e Henry. Con questo matrimonio acquisisce la cittadinanza canadese.

## Filmografia

### Cinema
- Sette minuti in Paradiso (Seven Minutes in Heaven), regia di Linda Feferman (1985)
- I 5 della squadra d'assalto (Band of the Hand), regia di Paul Michael Glaser (1986)
- Le avventure di Ford Fairlane (The Adventures of Ford Fairlane), regia di Renny Harlin (1990)
- I dinamitardi (Live Wire), regia di Christian Duguay (1992)
- Dragon - La storia di Bruce Lee (Dragon: The Bruce Lee Story), regia di Rob Cohen (1993)
- Scemo & più scemo (Dumb & Dumber), regia di Peter Farrelly (1994)
- Sabrina, regia di Sydney Pollack (1995)
- Beautiful Girls, regia di Ted Demme (1996)
- Giù le mani dal mio periscopio (Down Periscope), regia di David S. Ward (1996)
- Turbulence - La paura è nell'aria (Turbulence), regia di Robert Butler (1997)
- Un sorriso come il tuo (A Smile Like Yours), regia di Keith Samples (1997)
- No Looking Back, regia di Edward Burns (1998)
- Entropy - Disordine d'amore (Entropy), regia di Phil Joanou (1999)
- Ogni maledetta domenica - Any Given Sunday (Any Given Sunday), regia di Oliver Stone (1999)
- The Last Producer, regia di Burt Reynolds (2000)
- What Women Want - Quello che le donne vogliono, regia di Nancy Meyers (2000)
- Changing Hearts, regia di Martin Guigui (2002)
- U-429 - Senza via di fuga (In Enemy Hands), regia di Tony Giglio (2004)
- Kidnapped - Il rapimento (The Chumscrubber), regia di Arie Posin (2005)
- Down and Derby, regia di Eric Hendershot (2005)
- The Godfather of Green Bay, regia di Pete Schwaba (2005)
- Fatwa, regia di John Carter (2006)
- The Pleasure Drivers, regia di Andrzej Sekuła (2006)
- Raising Flagg, regia di Neal Miller (2006)
- The Least Among You, regia di Mark Young (2009)
- The Perfect Age of Rock 'n' Roll, regia di Scott D. Rosenbaum (2009)
- Crank: High Voltage, regia di Mark Neveldine e Brian Taylor (2009)
- Incantesimi d'amore (You're So Cupid!), regia di John Lyde (2010)
- The Final Storm, regia di Uwe Boll (2010)
- Chasing 3000, regia di Gregory J. Lanesey (2010)
- The Town That Came A-Courtin', regia di David Winning (2014)
- Field of Lost Shoes, regia di Sean McNamara (2014)
- Hoovey, regia di Sean McNamara (2015)
- Cenerentola in passerella (After the Ball), regia di Sean Garrity (2015)
- Marshall the Miracle Dog, regia di Jay Kanzler (2015)
- Hot Frosty - Una magia di Natale (Hot Frosty), regia di Jerry Ciccoritti (2024)

### Televisione
- Hill Street giorno e notte (Hill Street Blues) - serie TV, 2 episodi (1984)
- Love Lives On, regia di Larry Peerce - film TV (1985)
- Spenser (Spenser: For Hire) - serie TV, 1 episodio (1986)
- La valle dei pini (All My Children) - serie TV, 1 episodio (1987)
- I miei due papà (My Two Dads) - serie TV, 2 episodi (1990)
- Un formidabile weekend (Archie: To Riverdale and Back Again), regia di Dick Lowry - film TV (1990)
- Divisi dalla legge (The Antagonists) - serie TV, 1 episodio (1991)
- Gli occhi azzurri del colpevole (Fugitive Among Us), regia di Michael Toshiyuki Uno - film TV (1992)
- La famiglia Brock (Picket Fences) - serie TV, 87 episodi (1992-1996)
- Dangerous Heart, regia di Michael Scott - film TV (1994)
- Una scommessa di troppo (Vig), regia di Graham Theakston - film TV (1998)
- Fantasilandia (Fantasy Island) - serie TV, 1 episodio (1999)
- Chicago Hope - serie TV, 22 episodi (1999-2000)
- La famiglia Kennedy (Jackie, Ethel, Joan: The Women of Camelot), regia di Larry Shaw - miniserie TV (2001)
- Becker - serie TV, 1 episodio (2001)
- King of Texas, regia di Uli Edel - film TV (2002)
- Living with the Dead, regia di Stephen Gyllenhaal - film TV (2002)
- Providence - serie TV, 1 episodio (2002)
- Santa, Jr., regia di Kevin Connor - film TV (2002)
- Pavement, regia di Darrell Roodt - film TV (2002)
- CSI: Miami - serie TV, 1 episodio (2003)
- Solo desserts, regia di Kevin Connor - film TV (2004)
- La rivincita di una moglie (Caught in the Act), regia di Jeffrey Reiner - film TV (2004)
- Untitled Camryn Manheim Pilot, regia di Andrew D. Weyman - film TV (2005)
- Bounty Hunters, regia di Rod Holcomb - film TV (2005)
- NCIS - Unità anticrimine (NCIS: Naval Criminal Investigative Service) - serie TV, 66 episodi (2005-2015)
- Leverage - Consulenze illegali (Leverage) - serie TV, 1 episodio (2009)
- Aspettando il tuo sì (Before You Say 'I Do), regia di Paul Fox - film TV (2009)
- Il caso Jennifer Corbin (Too Late to Say Goodbye), regia di Norma Bailey - film TV (2009)
- Covert Affairs - serie TV, 1 episodio (2010)
- Flashpoint - serie TV, episodio 3x07 (2010)
- The Town Christmas Forgot, regia di John Bradshaw - film TV (2010)
- Miracolo a Manhattan (Call Me Mrs. Miracle), regia di Michael Scott - film TV (2010)
- Scream of the Banshee, regia di Steven C. Miller - film TV (2011)
- Rookie Blue - serie TV, 1 episodio (2011)
- Lost Girl - serie TV, 1 episodio (2012)
- Non nuocere (Do No Harm), regia di Philippe Gagnon - film TV (2012)
- Alphas - serie TV, 3 episodi (2012)
- Nella trappola dell'inganno (Layover), regia di R.D. Braunstein – film TV (2012)
- The Dark Corner, regia di Andy Mikita - miniserie TV (2013)
- Motive - serie TV, 37 episodi (2013-2015)
- Il vero amore (A Country Wedding), regia di Anne Wheeler (2015) - film TV
- Lucifer serie TV, episodio 3x06 (2017)
- My Perfect Romance, regia di Justin G. Dyck – film TV (2018)
- Designated Survivor – serie TV, 9 episodi (2019)
- Tiny Pretty Things – serie TV, 9 episodi (2020)
- Avvocati di famiglia (Family Law) – serie TV, 40 episodi (2021-2025)
- Al lago con papà (The Lake) – serie TV, 8 episodi (2023)

## Doppiatrici italiane
Nelle versioni in italiano delle opere in cui ha recitato, Lauren Holly è stata doppiata da:
- Emanuela Rossi in Ogni maledetta domenica, NCIS - Unità anticrimine, Hot Frosty - Una magia di Natale
- Roberta Greganti in Chasing 3000, La famiglia Kennedy, Nella trappola dell'inganno
- Cristiana Lionello in La famiglia Brock, Cenerentola in passerella
- Laura Boccanera in Giù le mani dal mio periscopio, Chicago Hope
- Isabella Pasanisi in Sabrina, Beautiful Girls
- Roberta Pellini in Pavement, Non nuocere, Motive
- Silvia Tognoloni in Dragon - La storia di Bruce Lee
- Franca D'Amato in Scemo & più scemo
- Cristina Boraschi in Turbulence - La paura è nell'aria
- Mavi Felli in Un sorriso come il tuo
- Pinella Dragani in What Women Want - Quello che le donne vogliono
- Claudia Razzi in CSI: Miami
- Monica Gravina in Leverage - Consulenze illegali
- Stella Musy in Good Witch
- Alessandra Korompay in Tiny Pretty Things
- Anna Cesareni in Avvocati di famiglia